# Zhang Liang (remador)
Zhang Liang (chinês simplificado: 张亮; Jinzhou, 14 de janeiro de 1987) é um remador chinês, medalhista olímpico.

## Carreira
Liang conquistou a medalha de bronze nos Jogos Olímpicos de Verão de 2020 em Tóquio na prova de skiff duplo masculino, ao lado de Liu Zhiyu, com o tempo de 6:03.63.